# Duety, co mají šťávu
Duety, co mají šťávu (v anglickém originále Dynamic Duets) je sedmá epizoda čtvrté série amerického hudebního televizního seriálu Glee a v celkovém pořadí sedmdesátá třetí epizoda. Napsal ji a režíroval Ian Brennan, jeden z tvůrců seriálu, a poprvé se vysílala ve Spojených státech dne 22. listopadu 2012 na televizní stanici Fox.

## Příběh

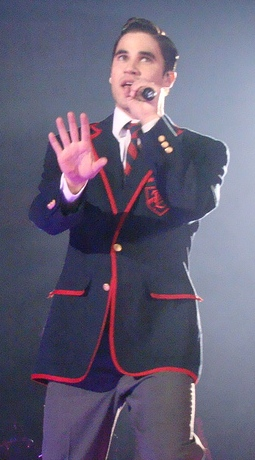
V této epizodě se Blaine Anderson (Darren Criss) na chvíli vrací mezi Slavíky

Trofej New Directions z národního kola je ukradena Hunterem Claringtonem (Nolan Gerard Funk), novým hlavním zpěvákem sboru Slavíci z Daltonovy akademie. Blaine Anderson (Darren Criss) jde na Dalton, aby ho přiměl ke vrácení. Zde se Hunter a Sebastian Smythe (Grant Gustin) snaží přesvědčit Blaina, aby se vrátil ke Slavíkům. Poté, co s nimi zpívá "Dark Side" od Kelly Clarkson, tak začne mít Blaine pochybnosti ohledně své budoucnosti. Mezitím dočasný vedoucí sboru Finn Hudson (Cory Monteith) se snaží přesvědčit New Directions, aby ho viděli jako vůdce a bere si inspiraci ze superhrdinského kroužku na McKinleyově střední, kterého je i několik členů sboru součástí a vytvoří týdenní úkol nazvaný "Dynamické duety", ve kterém jsou nepřátelé donuceni pracovat spolu, aby se připravili na nadcházející soutěž sborů.
Jake Puckerman (Jacob Artist) a Ryder Lynn (Blake Jenner), kteří soutěží o pozornost Marley Rose (Melissa Benoist), jsou jedni z párů, které Finn dal dohromady. Oba vyznávají lásku Marley v písni "Superman", která ale uprostřed vystoupení vyústí ve rvačku mezi nimi. Finn jim poté zadává jiný úkol: aby tomu druhému řekli své nejhlubší obavy. Jake se nakonec přizná, že se cítí nejistý, když je smíšené rasy a Žid, zatímco Ryder přiznává, že nedokáže správně číst. Jake o tom řekne Finnovi a ten přesvědčí Rydera, aby podstoupil test, ve kterém se ukáže, že Ryder je dyslektik. Je vzat k profesionálovi a začne s léčbou, aby se zlepšily jeho studijní výsledky.
Z Jaka a Rydera se stanou přátelé a Ryder později ochrání Jaka před sportovci, kteří se ho chystají zbít. Jake pochybuje o svých citech k Marley, protože jí před tím odmítl a ví, že o ní má zájem Ryder, a tak volá pro radu svému nevlastnímu bratrovi Noahovi "Puckovi" Puckermanovi (Mark Salling), který nyní pracuje jako pouliční umělec v Los Angeles. Puck mu radí, aby to s Marley nevzdával, ale jen aby byl v klidu a čekal, až k němu sama přijde. Později Puckova rada zabere, protože je Ryder donucen zrušit schůzku s Marley kvůli léčbě dyslexie. Marley, která je posílena svým alter egem Woman Fierce, přijde k Jakovi a domluví si schůzku s ním.
Marley je v páru s Kitty Wilde (Becca Tobin), která přesvědčuje Marley, aby zhubla, aby se u ní později objevila bulimie. Kitty předstírá, že je Marleyinou kamarádkou a společně zpívají "Holding Out for a Hero". Když Ryder zruší svou schůzku s Marley kvůli setkání se speciální učitelkou pro dyslektiky, se Kitty snaží přesvědčit Marley, že Ryder ignoruje její návrhy, ale její plán ztroskotá, když se Marley rozhodne pozvat na schůzku Jaka.
Blaine věří, že poté, co podvedl svého přátele Kurta Hummela, už nepatří na McKinleyovu střední a rozhodne se, že přestoupí na Daltonovu akademii a přidá se opět ke Slavíkům. Sam Evans (Chord Overstreet) se o tom dozví a přesvědčuje ho, že ačkoliv udělal špatnou věc, tak je Blaine stále dobrým člověkem a důležitým členem New Directions. Poté, co vykonají ve škole několik dobrých skutků, tak Blaine a Sam zpívají "Heroes" od Davida Bowieho a Blaine se rozhodne zůstat na McKinleyově střední. Ještě jednou se vrátí na Dalton a s pomocí Sama si svou trofej vezmou zpět.
Finn je poté, co pomocí úkolů posunul členy sboru více k sobě, brán celým sborem již jako vhodný vedoucí. Sbor později vytváří skupinové číslo "Some Nights" ve školním sále, na které Finn dohlíží.

## Seznam písní
- "Dark Side"
- "Superman"
- "Holding Out for a Hero"
- "Heroes"
- "Some Nights"

## Obsazení
| Chris Colfer      | Kurt Hummel           |
| Darren Criss      | Blaine Anderson       |
| Jane Lynch        | Sue Sylvester         |
| Kevin McHale      | Artie Abrams          |
| Lea Michele       | Rachel Berry          |
| Cory Monteith     | Finn Hudson           |
| Heather Morris    | Brittany Pierce       |
| Matthew Morrison  | William Schuester     |
| Chord Overstreet  | Sam Evans             |
| Amber Riley       | Mercedes Jones        |
| Naya Rivera       | Santana Lopez         |
| Mark Salling      | Noah „Puck“ Puckerman |
| Harry Shum mladší | Mike Chang            |
| Jenna Ushkowitz   | Tina Cohen-Chang      |